# Haematobosca latifrons
Haematobosca latifrons är en tvåvingeart som först beskrevs av Malloch 1932.  Haematobosca latifrons ingår i släktet Haematobosca och familjen husflugor. Inga underarter finns listade i Catalogue of Life.